# Квадратная кость

Анапсидный череп, квадратная кость обозначена как q

Квадра́тная кость (лат. os quadratum) — часть черепа у большинства четвероногих, включая амфибий, завропсид (рептилии, птицы) и ранних синапсид (предков млекопитающих). У этих животных она соединяется с квадратно-скуловой (qj) и чешуйчатой (sq) костями черепа и формирует часть челюстного сустава, соединяющего верхнюю и нижнюю челюсть (другая кость, образующая этот сустав — сочленовная — расположена в задней оконечности нижней челюсти).
Возникает в результате эндохондрального (внутрихрящевого) окостенения нижней части примитивной хрящевой верхней челюсти (нёбно-квадратного хряща).

## Эволюционные вариации
У змей квадратная кость удлинённая и очень подвижная, благодаря чему змеи способны заглатывать добычу гораздо большего размера, чем их голова. У некоторых ящериц и динозавров эта кость сочленена с обоих концов и также весьма подвижна.
У млекопитающих сочленовная и квадратная кости в процессе эволюции сильно уменьшились в размерах и передвинулись вглубь черепа, в среднее ухо. В такой анатомической конфигурации они носят название «молоточек» и «наковальня». У млекопитающих челюстной сустав расположен в другом месте и соединяет непосредственно зубную и чешуйчатую кости (так называемый вторичный челюстной сустав). Это эволюционное преобразование впервые было описано немецким анатомом К. Рейхертом в 1837 году. Исследуя эмбрион свиньи, он обнаружил, что часть меккелева хряща, представляющего собой первичную нижнюю челюсть, отделяется от основной части хряща, мигрирует в среднее ухо и окостеневает там, образуя наковальню.

## Терминология
| У млекопитающих                                                   | англ.            | лат.               | У других тетрапод | англ.          | лат.          |
| ----------------------------------------------------------------- | ---------------- | ------------------ | ----------------- | -------------- | ------------- |
| Молоточек                                                         | Hammer           | malleus            | Сочленовная кость | Articular bone | os articulare |
| Наковальня                                                        | Anvil            | incus              | Квадратная кость  | Quadrate bone  | os quadratum  |
| Стремечко                                                         | Stapes           | stapes             | Столбик           | Columella      | columella     |
| Барабанное кольцо (у эмбриона) Часть височной кости (у взрослого) | Tympanic annulus | annulus tympanicus | Угловая кость     | Angular bone   | os angulare   |